# Tengkerang Utara
Tengkerang Utara is een bestuurslaag in het regentschap Pekanbaru van de provincie Riau, Indonesië. Tengkerang Utara telt 21.151 inwoners (volkstelling 2010).